# Suanhild

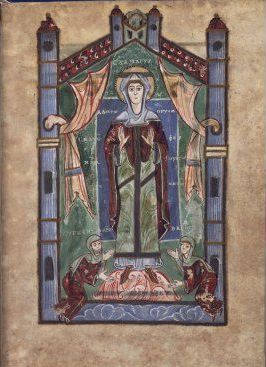
Het stichtersbeeld (blz. 17r) van het Suanhild-evangeliarium. Suanhild en de Essener vrouwelijke proost Brigida (knielend) overhandelen het boek aan de staande Maria, de moeder van God. De stichterinnen zijn bij naam bekend, om zo hun gedachtenis in stand te houden; de figuren dragen echter geen individuele kenmerken.

Suanhild (gestorven 30 juli 1085 in Essen), in modernere schrijfwijzen ook vaak Swanhild, Svanhild of Schwanhild, was van waarschijnlijk 1058 tot haar dood abdis in het sticht Essen. Net zoals haar voorgangers liet zij een kerk bouwen. Suanhild stichtte in 1073 de Stichtskerk Essen-Stoppenberg als parochiekapel. Ook breidde zij de Essener domschat met kunstwerken uit. Zij voegde er een armreliquarium van de heilige Basilius aan toe.